# جاپلق

## پیشینه
گرچه نشانه‌های فراوانی از گذشتۀ این منطقه یافت شده‌ است ولی در لغت‌نامه دهخدا در توضیح کلمه جاپلق، شهرت این منطقه را به دلیل جنگ بین ایرانیان و اعراب در سال ۱۱۲ قمری ذکر می‌کند که به فرماندهی قحتبه ابن شیب و عمر ابن هبیره در جاپلق روی داد و اعراب تا منطقه نهاوند عقب رانده شدند.
جنگ دیگری در سال ۱۲۳ قمری مصادف یا حیات امام جعفر صادق در این منطقه روی داد که به قیام بابک خرمدین مشهور بود. در کتاب گزیده سیاست‌نامه خواجه نظام‌الملک طوسی، جعفر شعار چاپ ۱۳۶۵ شرکت چاپ و نشر بنیاد تهران صفحه ۳۳۷ آمده: دیگر در سال ۲۱۲ قمری در ایام مأمون خرمدینان قیام کردند از ناحیه سپاهان، گاپله ، ترمدین و کره و باطنیان به ایشان پیوستند …
آرامگاه امامزاده زید و قاسم و امام زاده داوود پیغمبر با ۱۰۰۰ سال قدمت در منطقه جاپلق قرار دارد. بنای این مقبره (زید و قاسم) مربوط به دوران سلجوقی می‌باشد که گنبدی مخروطی شکل با نمای آجری و دارای ارتفاع  است. بنای امام زاده داوودپیغمبر نیز به دست مردم این روستا در حال مرمت و نوسازی می باشد.